# Bernard Villemot
Bernard Villemot (Trouville-sur-Mer, 1911 - París, 1989) fue un artista gráfico francés, conocido principalmente por sus imágenes publicitarias icónicas para marcas como Orangina, Bally, Perrier, y Air France.

## Semblanza

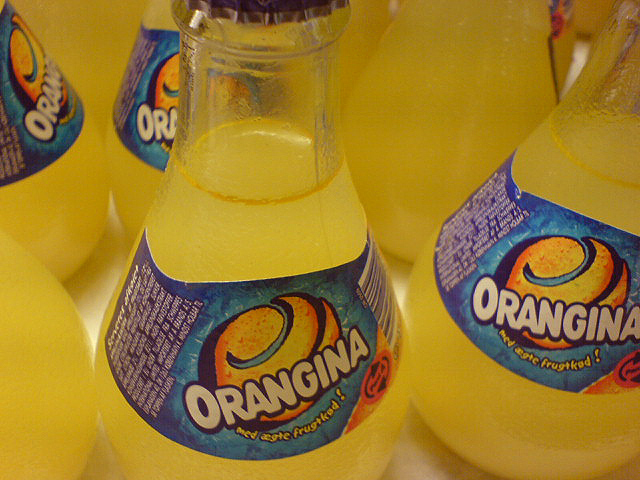
Etiqueta de Orangina, basada en el diseño original de Villemot.

Villemot destacó por su aguda visión artística. Influido por la fotografía, demostró una gran habilidad para destilar mensajes publicitarios, plasmándolos en imágenes memorables con líneas sencillas, elegantes y de colores atrevidos.
Entre 1932 y 1934 estudió en París con el artista Paul Colin, considerado uno de los maestros del Art déco.  De 1945 a 1946, Villemot diseñó carteles para la Cruz Roja. A finales de la década de 1940 comenzó su famosa serie de carteles turísticos para Air France, que continuaría durante décadas. En 1949 sus trabajos fueron exhibidos con los del artista del cartel contemporáneo Raymond Savignac en la Galería de bellas artes de París. En 1953, Villemot empezó diseñar logotipos y carteles para el nuevo refresco Orangina, que con el tiempo se convertirían en sus trabajos más conocidos. En 1963, el Museo de las Artes Decorativas de París organizó una exposición de sus trabajos.
En sus últimos años, pasó a ser considerado como uno de los últimos grande cartelistas del siglo XX, y para muchos coleccionistas y críticos gozó de la consideración de pintor destacado del arte comercial moderno.  Desde su muerte en 1989, sus memorables imágenes han sido cada vez más buscadas por los coleccionistas.  Al menos tres libros han sido publicados con recopilaciones de sus trabajos: "Les affiches de Villemot," por Jean-Francois Bazin (1985); "Villemot: l'affiche de A à Z", por Guillaume Villemot (2005); y "Abrazando un icono: los carteles de Bernard Villemot," por George H. Bon Salle (2015).